# Daniela Jansen

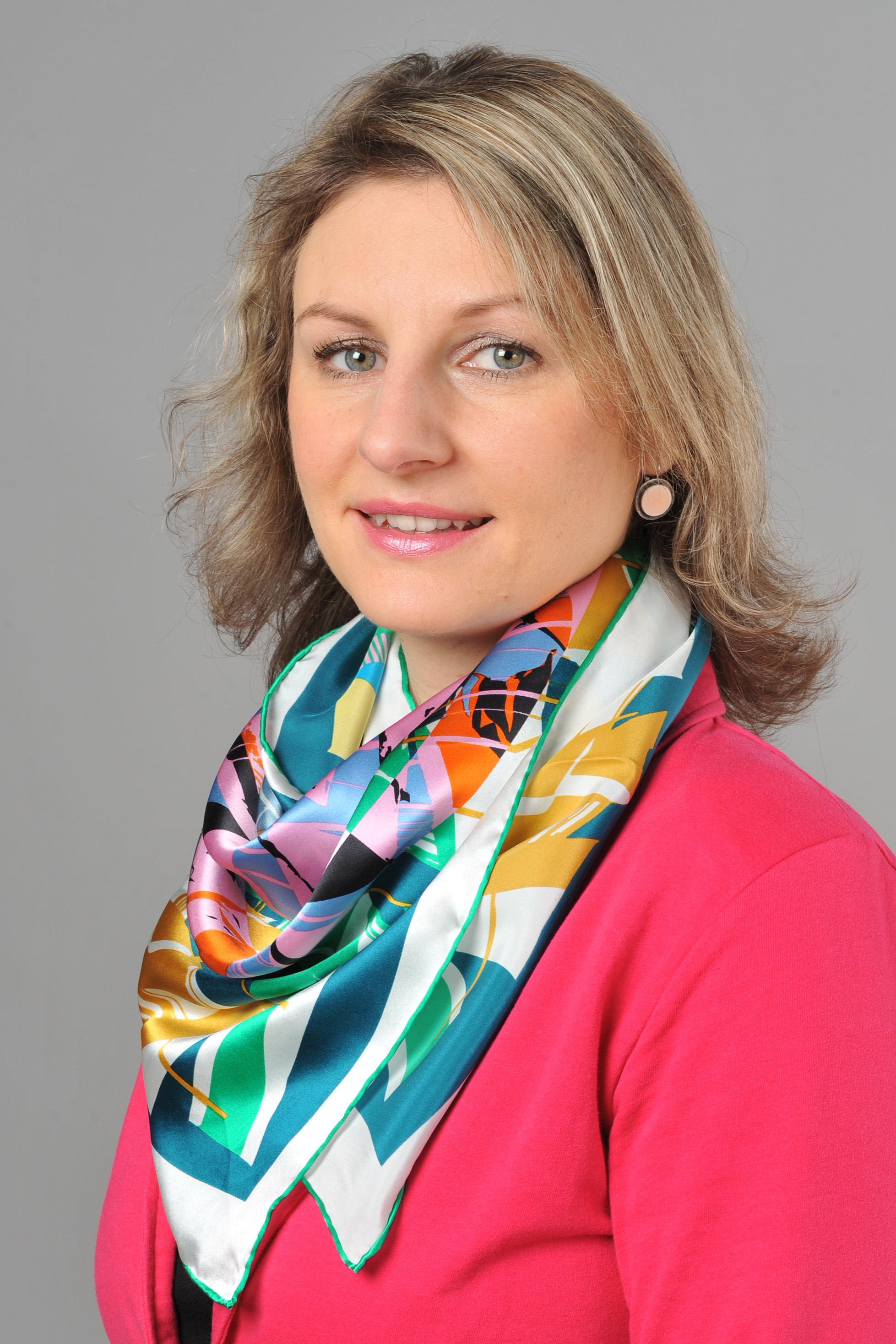
Daniela Jansen (2013)

Daniela Jansen geborene Bloscheck (* 23. September 1977 in Dortmund) ist eine deutsche Politologin und ehemalige nordrhein-westfälische Landespolitikerin (SPD). Sie war von 2012 bis 2017 gewählte Abgeordnete im Landtag von Nordrhein-Westfalen.

## Biografie
Daniela Jansen studierte nach dem Abitur Soziologie, Politikwissenschaften und Medienwissenschaft an der Heinrich-Heine-Universität Düsseldorf mit Bachelor-Abschluss. Ein Magisterstudium der Politischen Wissenschaft, Soziologie und Wirtschafts- und Sozialgeschichte an der RWTH Aachen (Abschluss 2005) schloss sich an.
Für eineinhalb Jahre war sie dann wissenschaftliche Mitarbeiterin des Landtagsabgeordneten Karl Schultheis. Zuletzt war sie bei der Regionalagentur Aachen als Projektmanagerin tätig.
Daniela Jansen ist verheiratet mit Björn Jansen (SPD), der von 2009 bis 2015 amtierender Bürgermeister der Stadt Aachen war.

## Politik

### Kommunalpolitikerin
Im Rat der Stadt Aachen war Jansen in den Jahren 2008 bis 2012 sachkundige Bürgerin im Betriebsausschuss Kultur. 
Seit dem Jahr 2014 gehört sie in der Städteregion Aachen dem Ausschuss für Soziales, Gesundheit, SeniorInnen und demographischen Wandel an.
Sie war eine von sechs Kandidaten zur vorgezogenen Wahl am 4. November 2018 für die Städteregionsrätin der Städteregion Aachen. Bei der Stichwahl am 18. November 2018 unterlag sie mit 47,41 Prozent dem CDU-Kandidaten Tim Grüttemeier.

### Landtagsabgeordnete
Bei der Landtagswahl in Nordrhein-Westfalen 2012 errang Jansen ein Direktmandat im Landtagswahlkreis Aachen II. Bei der Landtagswahl 2017 unterlag sie ihrem Wahlkreis-Konkurrenten und gleichzeitigen CDU-Spitzenkandidaten Armin Laschet und schied aus dem Landtag aus.

## Trivia
Seit dem Start des Hochschulradios Aachen im Jahr 2006 ist Daniela Jansen dessen Station-Voice.